# Diszkópatkányok
A Diszkópatkányok (eredeti cím: A Night at the Roxbury) 1998-ban bemutatott amerikai filmvígjáték, amely Will Ferrell és Chris Kattan korábban, a Saturday Night Live Show-ban alakított karaktereinek, a „Roxbury fiúknak” egész estés története. Az eredeti, humoros szkeccsekben a testvérek a show aznap esti sztárvendégeivel indultak bulizni, ebben a filmben viszont éppen az a problémájuk, hogy nem jutnak be a legmenőbb klubba.

## Cselekmény
A két elkényeztetett jemeni-amerikai származású testvér, Steve és Doug Butabi híresek arról, hogy imádnak klubokba járni. Kedvelik az eurodance zenét, saját fejrázós táncstílusukról közismertek, imádják Haddaway "What Is Love" című számát, és nem túl sikeresek a nőknél. Minden vágyuk az, hogy bejussanak Los Angeles legelitebb klubjába, a Roxburybe, de ez sosem sikerül, köszönhetően egy kidobónak. A két testvér nappal apjuk, Kamehl virágboltjában melóznak, bár ezt leginkább semmittevéssel töltik. Arról ábrándoznak, hogy egy nap megnyitják a saját night clubjukat, ami olyan menő, mint a Roxbury. Közben Doug folyamatosan rossz kártyatranzakciókat hajt végre, hogy felhívhassa a kártyatársaságot, a vonal végén ugyanis egy általa "Kártyaboszinak" nevezett lány van, akivel folyamatosan próbál flörtölni. A testvérek nagyratörő vágyait apjuk, és a szomszédos lámpaüzlet tulajdonosa próbálják letörni, ugyanis azt tervezik, hogy Steve elveszi feleségül a lámpás bolt tulajának lányát, Emilyt, és a frigy hatására létrejöhetne a világ első virág-lámpa üzlete.
Egy napon, amit a tengerparton töltenek, a Butabi bratyók eldöntik, hogy az aznapi lesz az este, amikor végre bejutnak a Roxburybe. Ez majdnem nem sikerül, mert csúnyán összevesznek az apjukkal, aki aznap vacsorát szeretett volna rendezni, Emily tiszteletére. Elveszi a mobiljaikat és a BMW-ket a fiúktól, de az anyjuk kölcsönad nekik két hatalmas rádiótelefont és a céges furgont. Mindhiába: bár elmennek a klubhoz, de ezúttal se jutnak be. Úgy gondolják, hogy megvesztegetik az őrt, ezért pénzt akarnak felvenni egy automatából. Miközben odatartanak, kis híján baleset áldozatai lesznek. A vétkes fél nem más, mint a híres sztár, Richard Grieco, aki, hogy elkerülje a pert, úgy dönt, inkább beviszi magával a srácokat a klubba. Odabent találkoznak a klub tulajdonosával, Mr. Zadirral, akinek nagyon tetszik az ötletük a saját klubról, ezért meghívja őket másnapra egy megbeszélésre. Miután két lány, Vivica és Cambi látták, hogy Zadirral beszélgetnek, úgy gondolják, hogy biztosan gazdagok, ezért csatlakoznak hozzájuk. Le is fekszenek velük, amitől a testvérek úgy gondolják, hogy most már komoly kapcsolatuk is van.
Másnap aztán minden rosszra fordul. Mr. Zadir ajtónállója, Dooey mérges rájuk, amiért előző este annyit ugráltatták és cikizték őt, ezért azt hazudja a srácoknak, hogy Zadir már nem is emlékszik rájuk, mert olyan részeg volt. A valóságban persze keresi őket, csak épp nem tud róluk semmit.Ha ez még nem lenne elég, Vivica és Cambi is otthagyják őket, miután kiderül, hogy nem is gazdagok. A testvérek összevesznek azon, hogy ki ezért a felelős, aminek az lesz a vége, hogy Doug fogja magát és kiköltözik a vendégházba, megszakítván Steve-vel a kapcsolatot. Steve-et az apja így már könnyebben rá tudja kényszeríteni, hogy vegye el Emilyt feleségül, de az esküvő napján Doug visszatér bátyjáért, és rábírja, hogy ne csináljon őrültséget, és legyen minden olyan, mint régen volt. Steve az oltár előtt hagyja Emilyt, akit végül Craig, a Butabi bratyók személyi edzője és régi ismerőse vesz el feleségül, aki kifejti a lány iránt táplált érzéseit. Richard Grieco, aki a pertől tartva az esküvőn is részt vesz, meggyőzi a fiúk apját, hogy Steve még nem elég érett a házasságra, és Doug-gal is túl keményen bánik.
Miután kibékülnek egymással és az apjukkal is, végül Mr. Zadir is rájuk talál. A film úgy ér véget, hogy megnyitják a srácok tervei alapján készült night clubot, ami attól különleges, hogy kint olyan, mint egy night club belülről, miközben odabent pont olyan, mintha az utcán lenne az ember. Nem elég, hogy a srácok felkerülnek a VIP-vendégek listájára, de Mr. Zadir résztulajdonosokká is teszi őket benne. Sikerük úgy lesz teljes, hogy Doug végre találkozik Kártyaboszival, Steve pedig a rendőrnővel, akivel egyszer flörtölt.

## Szereplők
| Szereplő        | Színész               | Magyar hang          |
| --------------- | --------------------- | -------------------- |
| Steve Butabi    | Will Ferrell          | Laklóth Aladár       |
| Doug Butabi     | Chris Kattan          | Lippai László        |
| Barbara Butabi  | Loni Anderson         | Fabó Györgyi         |
| Kamehl Butabi   | Dan Hedaya            | Cs. Németh Lajos     |
| Emily Sanderson | Molly Shannon         | Biró Anikó           |
| Fred Sanderson  | Dwayne Hickman        | Melis Gábor          |
| Mabel Sanderson | Maree Cheatham        |                      |
| Craig           | Lochlyn Munro         | Crespo Rodrigo       |
| Vivica          | Gigi Rice             | Solecki Janka        |
| Cambi           | Elisa Donovan         | Spilák Klára         |
| Mr. Zadir       | Chazz Palminteri      | Gesztesi Károly      |
| Dooey           | Colin Quinn           | Németh Gábor         |
| Önmaga          | Richard Grieco        | Reisenbüchler Sándor |
| Rendőrnő        | Jennifer Coolidge     | Árkosi Kati          |
| Kártyaboszi     | Meredith Scott Lynn   | Zsigmond Tamara      |
| Kidobó          | Michael Clarke Duncan | Szinovál Gyula       |
| Williams atya   | Mark McKinney         | Tóth Tamás           |

## Filmzene
1. What is Love? – Haddaway
2. Bamboogie (Radio Edit) – Bamboo
3. Make That Money (Roxbury Remix) – Robi Rob's Club World
4. Disco Inferno – Cyndi Lauper
5. Do Ya Think I'm Sexy – N-Trance
6. Pop Muzik – 3rd Party
7. Insomnia (Monster Mix) – Faithless
8. Be My Lover (Club Mix) – La Bouche
9. This Is Your Night – Amber
10. Beautiful Life – Ace of Base
11. Where Do You Go (Ocean Drive Mix) – No Mercy
12. A Little Bit of Ecstasy – Jocelyn Enriquez
13. What is Love? (Refreshmento Extro Radio Mix) – Haddaway
14. Careless Whisper – Tamia
15. Brainbug – Nightmare (Original Sinister Strings Remix)

## Fogadtatás
A film rendkívül vegyes kritikákat kapott. A Rotten Tomatoes oldalán 9 százalékon áll, a közönségnél 69 százalékon. Kifejtették, hogy a film legnagyobb problémája ugyanaz, mint a többi Saturday Night Live-filmnek: az egysíkú karakterek és a pár perces szkeccsek filmhosszúságúra nyújtásának nehézségei.